# Confrontation indo-pakistanaise de 2019
Conflits du Cachemire
La confrontation indo-pakistanaise de 2019 est un conflit militaire indo-pakistanais qui a eu lieu au Jammu-et-Cachemire.
Le 14 février 2019, un terroriste originaire du Jammu-et-Cachemire tue 46 membres de la Réserve centrale des forces de police indienne. L'attentat est revendiqué par le groupe radical basé au Pakistan Jaish-e-Mohammed (JeM). Le Pakistan condamne alors l'attaque et nie toute implication.
Le 26 février, l'Armée de l'air indienne mène des frappes aériennes sur la ligne de contrôle au Cachemire, la première depuis la guerre indo-pakistanaise de 1971. Le Premier ministre indien Narendra Modi affirme que les frappes ont tué 350 membres de Jaish-e-Mohammed, déclaration qui a été contestée par les habitants de la zone ciblée.
Les 26 et 27 février, l'Inde et le Pakistan échangent des tirs au niveau de la ligne de contrôle. Dix soldats indiens sont blessés dans les escarmouches. Quatre civils pakistanais sont tués dans les bombardements.
Le 27 février, le Pakistan mène des frappes aériennes dans le Cachemire administré par l'Inde. L'Inde déclare que les frappes aériennes n'ont pas fait de victimes ni de dégâts. Le Pakistan affirme que deux avions à réaction indiens ont été abattus dans l'espace aérien pakistanais et qu'un pilote a été capturé. L'Inde déclare qu'un seul MiG-21 a été abattu et demande la libération du pilote. L'Inde prétend avoir abattu un F-16 pakistanais, mais le Pakistan le dément. Le 28 février, le Pakistan annonce la libération du pilote indien.
En pleine campagne pour les élections législatives indiennes de 2019, le BJP de Narendra Modi exploite ces tensions pour attiser la ferveur nationaliste, et remporte largement le scrutin.

## Déroulement

### Attentat de Pulwama
Le bras de fer militaire de 2019 entre l'Inde et le Pakistan commence à la mi-février 2019, lorsqu'un convoi de la Réserve centrale des forces de police indienne, transportant du personnel de sécurité sur la route nationale de Jammu Srinagar, subit une attaque kamikaze avec un véhicule piégé, à Lethpora (près d'Awantipora) dans le district de Pulwama, Jammu-et-Cachemire, en Inde. 46 membres de la Réserve centrale des forces de police et le terroriste sont tués dans l'attaque. Le mouvement Jaish-e-Mohammed la revendique. L'assaillant est identifié comme étant Adil Ahmad Dar, un habitant du Jammu-et-Cachemire et un membre de Jaish-e-Mohammed. Cette attaque est la plus meurtrière contre les forces indiennes depuis le début de l'insurrection anti-indienne au Cachemire.
Le 18 février, la police indienne annonce la mort du cerveau de l'attentat, ainsi que de 2 autres membres du JeM, lors d'un échange de tirs.

### Frappe aérienne de Balakot
Le 26 février 2019, l'Inde déclare que ses forces aériennes ont mené des frappes à l'aide de douze Mirage 2000H qui ont décollé de différentes bases aériennes. L'Inde affirme que les avions à réaction ont pénétré profondément dans la partie du Cachemire sous administration pakistanaise, traversant la ligne de contrôle au Cachemire, et ont largué plusieurs bombes d'une tonne sur des camps d'entrainement terroristes et des rampes de lancement. L'Inde déclare que ces bombardements étaient des représailles à l'attentat de Pulwama, qui a eu lieu deux semaines avant l'attaque. Des sources officielles indiennes[Lesquelles ?] déclarent que leurs avions ont frappé des camps d'activistes dirigés par le Jaish-e-Mohammed, par Lashkar-e-Taiba et par Hizbul Mujahideen à Balakot, Chakothi et Muzaffarabad, tuant environ 350 combattants. Elle affirme également que ses avions ont pu rentrer dans son espace aérien sans connaître d'accrochage. Les responsables pakistanais démentent ces faits et affirment que les bombes ont été larguées dans des zones non peuplées et n’ont causé aucune victime, aucun dommage aux infrastructures ou quoi que ce soit d'autre. Il s'agit de la première fois depuis la guerre indo-pakistanaise de 1971 qu'une offensive aérienne franchit la ligne de contrôle. Pervez Khattak, ministre pakistanais de la Défense, déclare que l'Armée de l'air pakistanaise n'a pas exercé de représailles à ce moment-là, parce qu'il faisait « trop sombre » et qu'elle « ne pouvait donc pas évaluer l'ampleur des dégâts ».
Les responsables occidentaux mettent en doute l'existence de tels camps d'entraînement à grande échelle. Ils affirment que le Pakistan ne gère plus de tels camps et que les activistes sont répartis en petits groupes à travers le pays. Des analystes et des diplomates de New Delhi affirment que l'objectif de la frappe aérienne indienne n'est pas clair, car les groupes terroristes le long de la frontière auraient évacué la zone après que le Premier ministre indien Narendra Modi ait promis de prendre des mesures de représailles. Les villageois de la région affirment avoir entendu trois ou quatre détonations fortes, qu'un bâtiment a été endommagé et qu'un homme de la localité a été légèrement blessé par les frappes aériennes,,.

### Escarmouches à la frontière
De violentes escarmouches entre les forces pakistanaises et indiennes ont lieu le long de la ligne de contrôle le 26 février. Des tirs d'armes légères et de mortiers sont échangés. Des responsables pakistanais signalent qu'au moins quatre civils sont tués et onze sont blessés. Une femme de 55 ans et ses deux enfants (âgés de 20 et 8 ans) sont tués dans le secteur de Nakyal. Dans le secteur de Khuiratta, une femme de 40 ans est également tuée.
Tout au long du 27 février, de violents échanges de tirs entre les forces indiennes et pakistanaises se poursuivent le long de la ligne de contrôle. L'Armée pakistanaise aurait utilisé des chars de combat de l'autre côté de la ligne de contrôle et de la frontière internationale pour pilonner le territoire indien en respectant les frontières, faisant 10 blessés parmi les soldats indiens et endommageant deux maisons d'habitation.

### Frappes aériennes et avions abattus

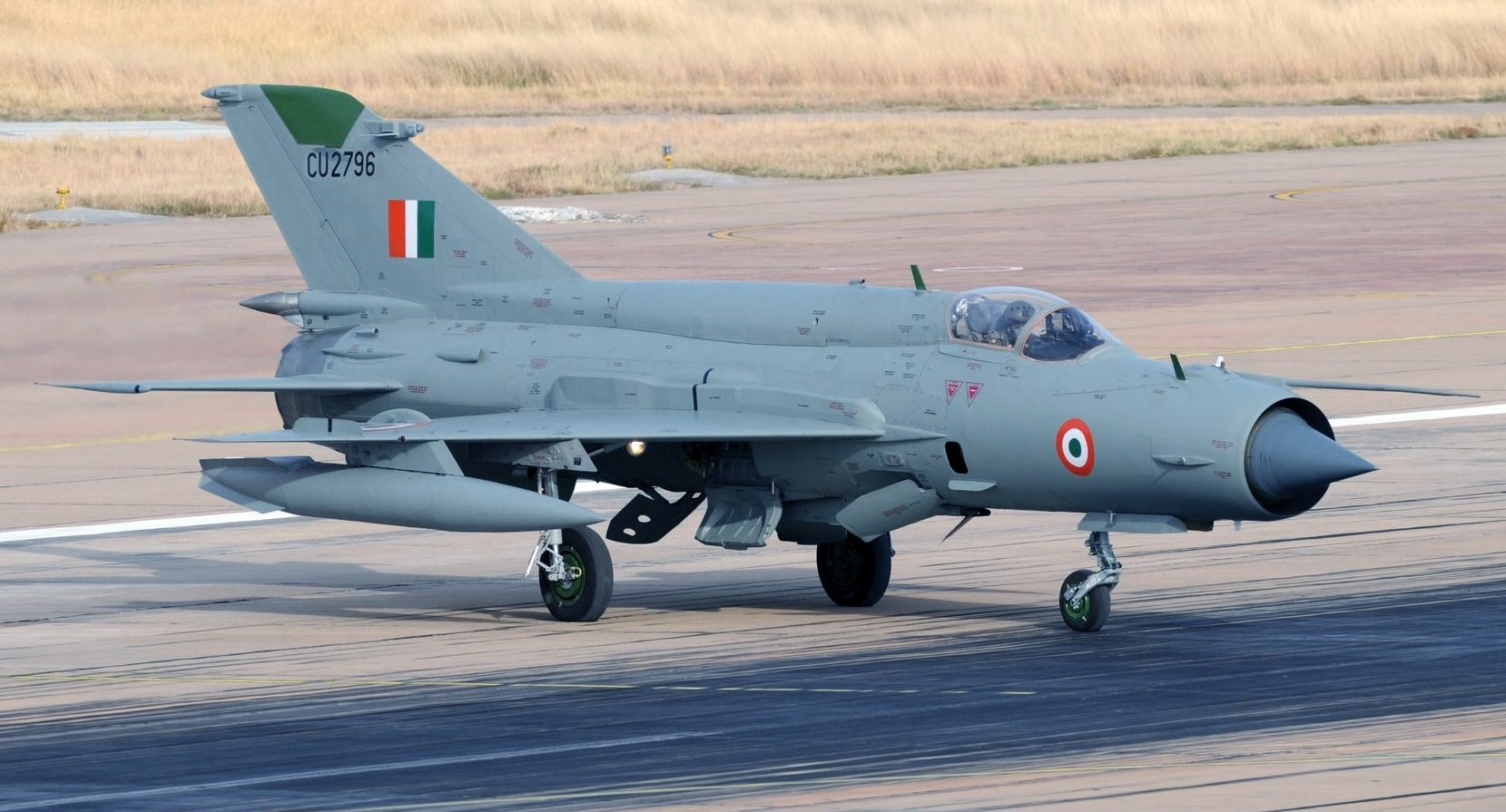
Un MiG-21 Bison indien en 2016.

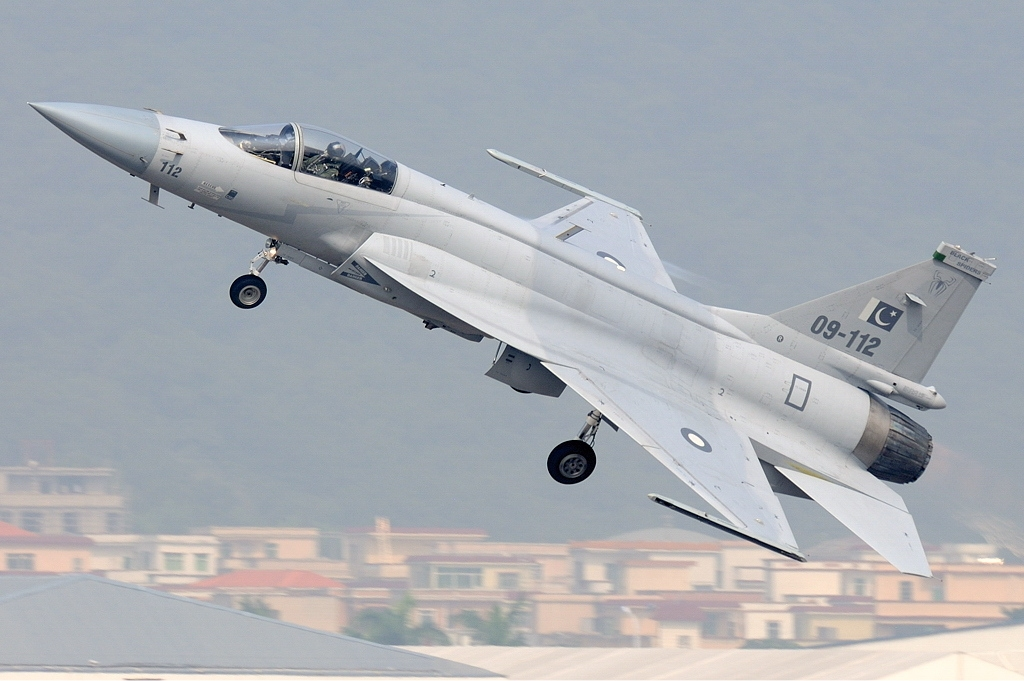
Un JF-17 Thunder pakistanais en 2010.

Le 27 février, des responsables militaires pakistanais annoncent que le Pakistan a mené une frappe aérienne contre plusieurs cibles au Jammu-et-Cachemire. Un porte-parole de l'Armée déclare que les Forces aériennes pakistanaises ont touché six sites et que les cibles étaient non militaires, afin d'éviter « des pertes humaines et des dommages collatéraux »,. Le porte-parole en outre affirme que l'Armée de l'air pakistanaise a abattu deux avions indiens qui étaient entrés dans leur espace aérien, début mars, le ministre des affaires étrangères déclare qu'ils ont été détruits par des JF-17 Thunder. Il ajoute que l'un des jets est tombé au Cachemire administré par le Pakistan, tandis que l'autre est tombé au Cachemire administré par l'Inde,. Il affirme également que l'Armée pakistanaise a capturé deux pilotes indiens, mais cette déclaration est révisée par la suite pour ne parler que d'un seul pilote capturé. Le pilote, Abhinandan Varthaman (en), est un Wing commander (commandant d’escadre, équivalent à lieutenant-colonel) et un pilote de MiG-21 Bison. L'Inde contredit d'abord l'affirmation du Pakistan concernant la capture d'un pilote. Par la suite, le ministère indien des Affaires étrangères confirme qu'un pilote indien est bien porté disparu au combat après la perte d'un chasseur MiG-21 Bison alors que ce dernier engageait un combat avec des avions pakistanais qui auraient violé l'espace aérien indien.
L’Armée indienne affirme que l’Armée de l’air pakistanaise a largué des bombes qui n’ont causé ni dégâts ni pertes. Les zones touchées, identifiées par l'Armée indienne, sont Nadian, Laam Jhangar, Kerri dans le district de Rajouri et la zone de Hamirpur à Bhimber Galli (Poonch). Selon l'Armée indienne, trois avions à réaction pakistanais auraient traversé la ligne de contrôle en provenance de Nowshera (Jammu-et-Cachemire). Ils auraient été toutefois repoussés par six avions à réaction indiens,,. Raveesh Kumar, du ministère indien des Affaires extérieures déclare qu'un avion pakistanais a été abattu par la Force aérienne indienne après avoir violé l'espace aérien indien,. L'ANI signale qu'un F-16 a été abattu. Le 28 février, des sources[Lesquelles ?] de l'Armée de l'air indienne font état d'une épave d'avion au Cachemire, administré par le Pakistan, qui est celle du F-16 de l'Armée de l'air pakistanaise, abattu par le MiG-21 de l'Armée de l'air indienne qui a tiré un missile air-air Vympel R-73, le seul missile tiré par l'aviation indienne durant ce combat. L’Armée de l’air indienne présente par la suite les restes d'un AIM-120 AMRAAM pour montrer l’implication des F-16 dans le conflit aérien et déclare que ces derniers sont le seul modèle d'avion de l'arsenal pakistanais à pouvoir tirer ce type de missile.
Les allégations de l'Armée indienne sont rejetées par les services de communication de l'Armée pakistanaise, qui affirme qu'aucun avion des Forces aériennes pakistanaises n'a été endommagé lors de l'attaque et que des F-16 n'ont pas été utilisés lors de l'opération. Le Premier ministre pakistanais, Imran Khan, déclare que les frappes aériennes n'ont servi qu'à « envoyer un message » et que la politique du Pakistan consistait à ne « pas faire de victimes » du côté indien. L'Inde rejette cette déclaration, affirmant qu'elle « avait réussi à faire échouer » la tentative du Pakistan de « cibler des installations militaires ». Imran Khan a également appelé à des négociations pour éviter la guerre.

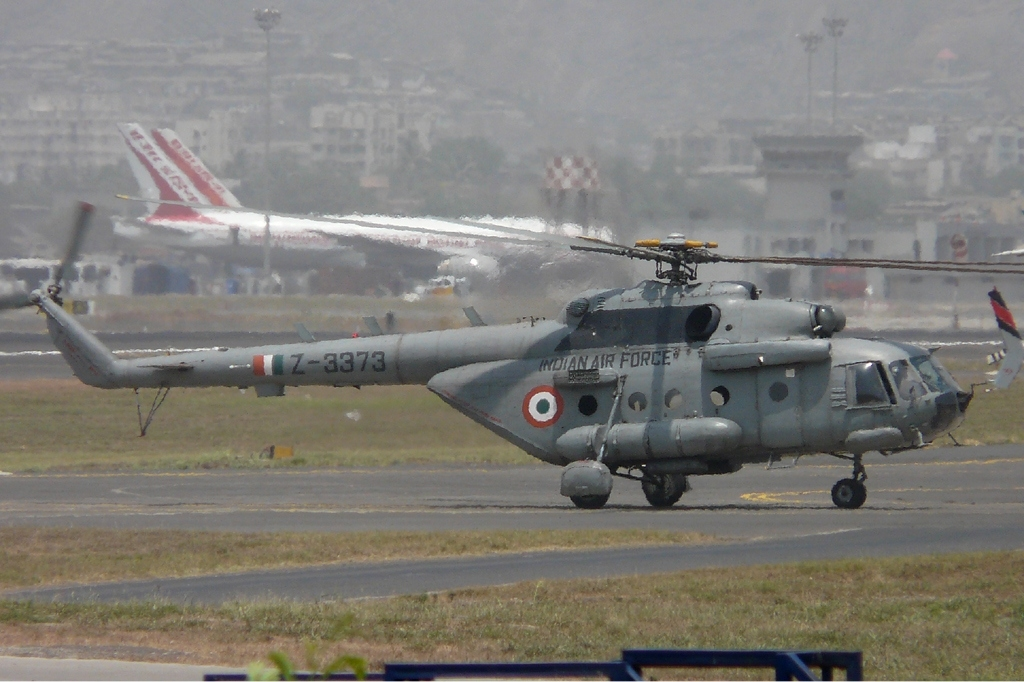
un Mi-17 indien en 2008.

Durant le combat aérien, un hélicoptère Mil Mi-17 V5 de la force aérienne indienne est détruit lors d'un tir ami par un missile sol-air Spyder dans le district de Badgam tuant les six personnes à son bord et une personne au sol.
Le 28 février, le Pakistan décide de libérer le commandant de l'escadre capturé la veille en « geste de paix ». Le soir du 1er mars, le lieutenant-colonel Abhinandan Varthaman est bien remis aux autorités indiennes, qui décident de lui faire passer un examen médical, afin d'entamer une désescalade,. En outre, le Pakistan rouvre partiellement son espace aérien le même jour. Toutefois, Malik Amin Aslam, le Ministre pakistanais du changement climatique, annonce l'intention du Pakistan de poursuivre l'Inde pour « terrorisme écologique » devant « des institutions internationales, dont les Nations unies » à cause des « dommages qu’ils ont infligé [...] à la nature » lors des bombardements contre les camps de Jaish-e-Mohammed dans les forêts du Cachemire - Amin Aslam avançant que « Les seuls dommages qu’ils ont infligé l’ont été à la nature ».

### Reprise des escarmouches et tentative de désescalade
Malgré la libération du lieutenant-colonel Varthaman, les échanges de tirs d'artillerie reprennent à la frontière le 2 mars, provoquant 7 morts : 2 soldats pakistanais, 2 civils pakistanais et 3 civils indiens.
Le 5 mars, le Pakistan arrête 44 militants extrémistes, dont certains mais pas tous sont des membres du Jaish-e-Mohammed, en lien avec l'attentat de Pulwama,. Le ministre de l'intérieur Shehryar Afridi pakistanais l'annonce à la presse afin de poursuivre la désescalade entre l'Inde et le Pakistan. Parmi les personnes interpellées figure Abdul Rauf, un jeune frère peu connu de Masood Azhar, le chef de Jaish-e-Mohammed. Le 7 mars, le Pakistan arrête 121 extrémistes de plus, portant le nombre de personnes interpellées à 165. Cependant, l'Inde se dit sceptique face à la capacité et à la volonté du Pakistan de lutter contre le JeM, allant jusqu'à l'accuser d'avoir relâché une partie des personnes arrêtées, et a indiqué vouloir maintenir son armée en état « d'étroite vigilance ».
Le 8 mars, la tension entre les deux pays remonte d'un cran : un MiG-21 indien s'écrase dans l’État du Rajasthan, au nord-ouest de l'Inde, proche de la frontière avec le Pakistan, à cause d'un incident technique provoqué par la collision avec un oiseau. Le pilote parvient à s'éjecter.
Le 11 mars, le général Kanwal Jeet Singh Dhillon, qui commande l'armée au Cachemire indien, déclare que 14 militants présumés du JeM, dont 6 responsables, ont été éliminés lors d'un échange de tirs à Tral, ville proche de Pulwama. Parmi les membres du JeM tués, figurerait Mudasir Ahmed Khan, un des commandants en chef du JeM, considéré comme l'un des principaux responsables de l'attentat de Pulwama.

## Conséquences

### Conséquence économique
L’Inde révoque la clause de la nation la plus favorisée, accordée au Pakistan en 1995.

### Fermeture de l'espace aérien pakistanais
Le 27 février, le Pakistan annule tous ses vols commerciaux et ferme son espace aérien jusqu'au 28 février, à minuit,. Des compagnies aériennes sont obligées de changer d'itinéraire ou d'annuler leurs vols sur des liaisons prévues au Pakistan, laissant les passagers bloqués. La fermeture est ensuite prolongée jusqu'au 1er mars à 08h00. Une réouverture partielle est bien effectuée le 1er mars, permettant aux compagnies aériennes dont les avions étaient coincés au Pakistan de pouvoir les rapatrier à vide.

### Suspension de Samjhauta Express
Le 28 février, le gouvernement pakistanais suspend le Samjhauta Express, un train qui relie deux fois par semaine l'Inde au Pakistan. Il était prévu qu'il quitte Lahore avec 16 passagers, qui se sont retrouvés bloqués.

### Réaction politiques
SatyaPal Malik, gouverneur indien du Jammu-et-Cachemire au moment de la crise, accuse en 2023 le gouvernement central de porter une large part de responsabilité car il a refusé un transport aéroporté aux soldats. Il explique qu’on lui a demandé de se taire sur ces failles de sécurité et accuse le parti au pouvoir, dont il est lui-même issu, de s’être servi de cette attaque pour mieux attiser la haine contre le Pakistan en période électorale.

## Réactions internationales
De nombreuses nations, dont l'Australie, l'Indonésie, l'Iran, la Chine, le Sri Lanka, la Turquie, les Émirats arabes unis, les États-Unis et la France, ont exprimé leurs préoccupations, et appelé à la retenue ou ont offert de faire office de médiateur,.